# Walter Scheibert
Walter Scheibert (* 16. Oktober 1889 in  Wehlau, Ostpreußen; † 19. Januar 1944 bei Luzk, Ukraine) war ein deutscher Verwaltungsjurist.

## Leben
Scheibert studierte Rechtswissenschaft an der Albertus-Universität Königsberg und wurde 1908 Mitglied der Burschenschaft Germania Königsberg.
Während Scheibert seinen Militärdienst bei dem in Königsberg garnisonierten preußischen Grenadier-Regiment Nr. 1 „Kronprinz“ ableistete, brach der Erste Weltkrieg aus. Scheibert nahm im August 1914 mit seinem Regiment an den Kämpfen gegen die nach Ostpreußen eingedrungene russische Armee und an der Schlacht von Tannenberg teil und geriet im Oktober 1915 bei Czartorysk als Leutnant der Reserve und Führer einer Maschinengewehrkompanie in russische Kriegsgefangenschaft. Nach dem Friedensvertrag von Brest-Litowsk kehrte er im Frühsommer 1918 aus der Gefangenschaft zurück. Ein Nachruf aus dem Jahr 1944 bemerkt dazu, Scheibert sei aus einem russischen Kriegsgefangenenlager in Omsk in Sibirien entflohen. Er kehrte zu seinem Regiment zurück und wurde in den letzten Kriegsmonaten an der Westfront eingesetzt.
Scheibert legte 1921 sein Assessorexamen ab und trat im gleichen Jahr in den Landesdienst bei der Provinzialverwaltung Ostpreußen ein. 1922 wurde er Landesrat und leitete in dieser Stellung die Abteilung für Finanzen und Volkswirtschaft. Als Dezernent für kulturelle Angelegenheiten förderte er die Geschichtsvereine und arbeitete bald nach ihrer Gründung 1923 in der Historischen Kommission für ost- und westpreußische Landesforschung mit.
Er betätigte sich ab 1925 im Tannenberg-National-Denkmal-Verein, der das im September 1927 eingeweihte größte Kriegerdenkmal Deutschlands bei Hohenstein betreute. Die Planung des von konservativen Stiftern betriebenen Denkmalprojekts war unmittelbar mit der Reichskanzlei abgestimmt. Ab Juni 1927 war Scheibert Schriftführer des Vorstands und übte diese Funktion noch im November 1935 aus, d. h. über den von Hitler veranlassten Umbau des burgartigen Denkmalkomplexes zum nationalsozialistischen „Reichsehrenmal“ im Jahresverlauf 1935 und die Umbettung Paul von Hindenburgs in eine eigene Gruft am 2. Oktober 1935 hinaus. Sein besonderes Anliegen war die Förderung des Fremdenverkehrs rund um die monumentale Denkmalanlage im südlichen Ostpreußen. Zu diesem Zweck wurde er 1930 zusammen mit dem Bürgermeister der Stadt, Georg Kaminski, Geschäftsführer der Verkehrsgesellschaft Hohenstein.
Von 1929 bis 1934 war Scheibert auch Vorstandsschriftführer der DRK-Schwesternschaft Königsberg und als solcher in wesentliche Erweiterungs- und Neubaumaßnahmen am Rotkreuzkrankenhaus in Königsberg-Tragheim involviert. 1937 war er maßgeblich an der Vorbereitung der in Insterburg beschlossenen Neufassung der Statuten der Historischen Kommission für Landesforschung beteiligt.
Im  Zweiten Weltkrieg wurde er einberufen und nahm als Wehrmachtsoffizier 1940 am Frankreichfeldzug teil. Er wurde zum Hauptmann befördert und kehrte anschließend in die Landesverwaltung zurück. Am 1. September 1941 wurde er als Leiter der Haushaltsabteilung zum Reichskommissariat Ukraine abgeordnet, das zu diesem Zeitpunkt unter Führung des Königsberger NSDAP-Gauleiters Erich Koch als Reichskommissar gebildet wurde. Koch war als ostpreußischer Oberpräsident seit 1933 Scheiberts Vorgesetzter in der Provinzialverwaltung. Später wurde Scheibert zum Hauptabteilungsleiter der Zentralverwaltung des Reichskommissars ernannt. In dieser Stellung wurde er auf einer Dienstreise im Januar 1944, als sich das Reichskommissariat infolge des Vormarschs der Roten Armee bereits in Auflösung befand, bei einem Partisanenüberfall getötet.

## Familie
Walter Scheibert war verheiratet mit Elisabeth Scheibert geb. Scheibert (1890–1973) und hatte mit ihr einen Sohn und zwei Töchter. Eine Tochter starb im März 1944 in Königsberg, wo die Familie ihren Wohnsitz hatte. Die Hinterbliebenen waren in den 1950er Jahren in Göttingen ansässig. Seine überlebende Tochter Rosemarie Scheibert war Diakonieschwester und heiratete einen Bundeswehroffizier. Sein Sohn Helmut Scheibert (1925–2000) war Philologe und schrieb als Heimathistoriker unter anderem für die Altpreußische Biographie und die Preußische Allgemeine Zeitung. Er versuchte in den 1970er Jahren, das Schicksal seines Vaters in der Ukraine durch eigene Nachforschungen aufzuklären.